# Дунаевцы
Дуна́евцы (укр. Дуна́ївці) — город в Хмельницкой области Украины. Входит в Каменец-Подольский район. До 2020 года был административным центром упразднённого Дунаевецкого района.

## Географическое положение
Расположен на реке Тернава в 68 км от Хмельницкого.

## История

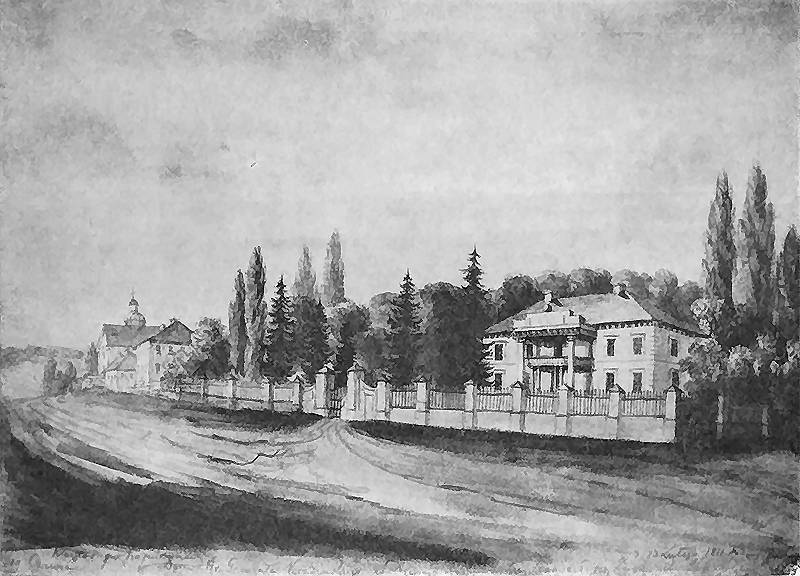
Дворец Красинского, 1873

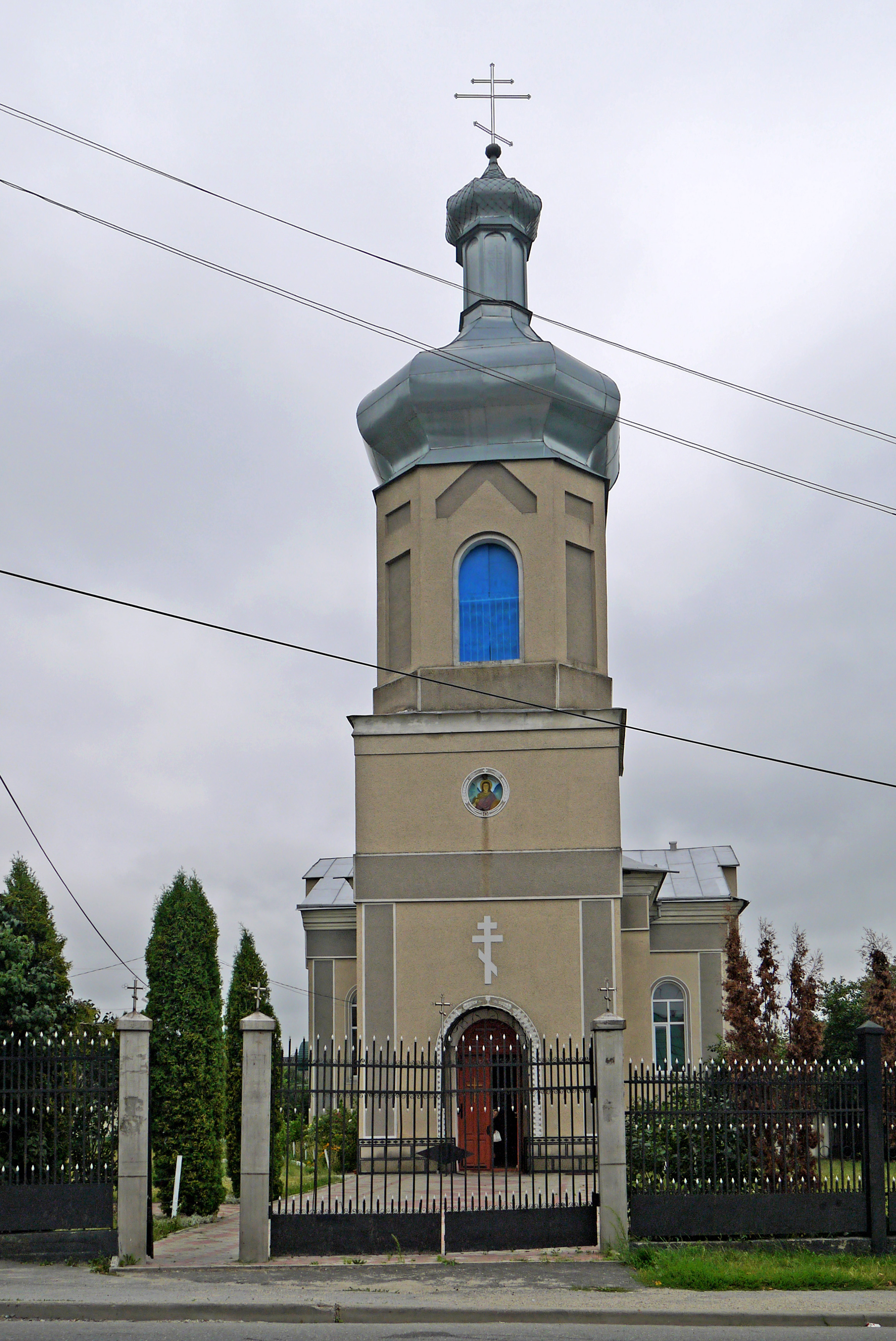
Михайловская церковь

Поселение известно с XV века. Первое упоминание датируется 1403 годом, в 1592 году король Сигизмунд III Ваза предоставил селению магдебургское право, подтверждённое в 1605 году королём Сигизмундом III.
После второго раздела Речи Посполитой в 1793 году — в составе Российской империи, в 1881 году Дунаевцы являлись местечком Ушицкого уезда Подольской губернии с населением 10 тысяч жителей.
С 1923 года — райцентр Каменецкого округа.
В ходе Великой Отечественной войны с 11 июля 1941 до 31 марта 1944 года Дунаевцы были оккупированы немецкими войсками. В период оккупации всех евреев собрали в гетто. По предложению местного архитектора (который сотрудничал с немцами) немцы согнали еврейских мужчин, женщин, стариков и детей к заброшенной шахте, которая находилась у села Демьянковцы, заставили их раздеваться догола и бросали в ствол, а затем замуровали вход. После войны вход в шахту был переделан в мемориальный обелиск.
В 1952 году здесь действовали чугунолитейный завод, маслодельный завод, суконная фабрика, четыре общеобразовательные школы, школа медсестёр, Дом культуры, две библиотеки и два клуба.
В 1958 году посёлок городского типа стал городом районного подчинения. В 1970 году численность населения составляла 14,6 тыс. человек, здесь действовали арматурный завод, ремонтно-механический завод, маслодельный завод, мебельная фабрика и суконная фабрика.
В январе 1989 года численность населения составляла 17 482 человек, основой экономики в это время являлись арматурный завод, ремонтно-механический завод, маслодельный завод и суконная фабрика.
В мае 1995 года Кабинет министров Украины утвердил решение о приватизации находившихся в городе АТП-16839, суконной фабрики и райсельхозтехники.
Постановлением Кабинета Министров Украины от 26 июля 2001 г. город Дунаевцы внесен в список исторических населённых мест Украины.

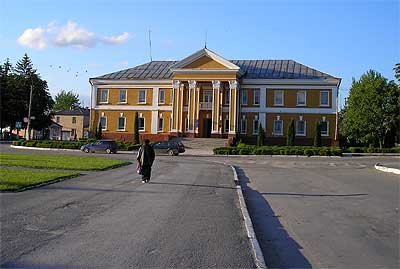
Районный отдел образования

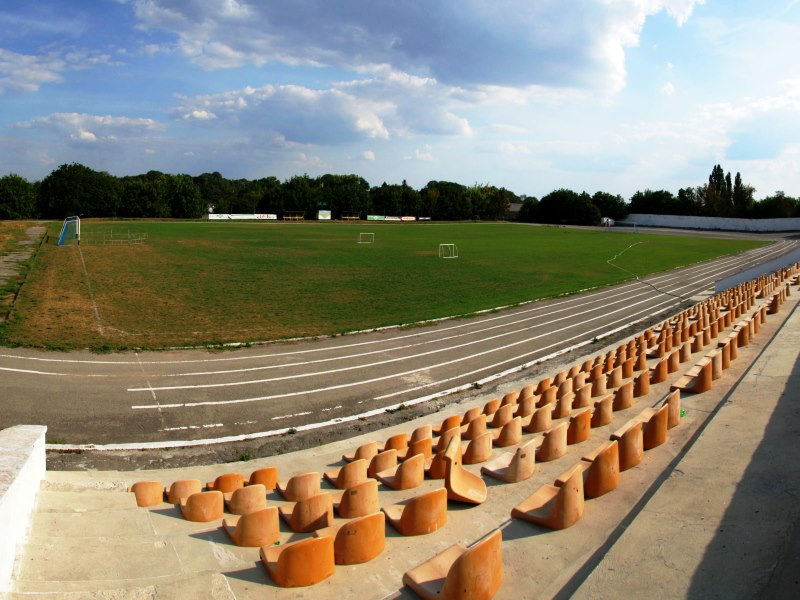
Стадион «Колос»

## Население
По состоянию на 1 января 2013 года население составляло 16 219 человек.

### Языковой состав
Родной язык населения по данным переписи 2001 года:
| Язык       | Численность, чел. | Доля     |
| ---------- | ----------------- | -------- |
| Украинский | 15 910            | 97,01 %  |
| Русский    | 455               | 2,77 %   |
| Другие     | 35                | 0,22 %   |
| Итого      | 16 400            | 100,00 % |

## Транспорт
Находится в 22 км от железнодорожной станции Дунаевцы на линии Хмельницкий — Ларга.

## Образование
- Дунаевецкая гимназия № 1
- Дунаевецкая общеобразовательная школа № 2
- Дунаевецкая общеобразовательная школа № 3
- Дунаевецкая общеобразовательная школа № 4

## Спорт
В городе до 2022 года базировался футбольный клуб «Эпицентр»